# 국제천문연맹 지정 별자리

직각투영법(역기점 B1875.0) 기준으로 그린 국제천문연맹 지정 별자리의 지도.

국제천문연맹 지정 별자리(IAU designated constellations), 혹은 현대 별자리(Modern constellations)는 현대 천문학에서 공식적으로 인정하고 있는 88개 별자리를 가리킨다. 각각의 별자리는 천구의 한 영역을 차지하고 있으며, 특정 적경과 적위각을 기준으로 경계를 가지고 있다. 천구 전체를 88개 별자리가 각각 영역을 빈틈없이 가지고 있다. 현대 별자리는 1928년 국제천문연맹(AU)에서 공식적으로 채택했으며 1930년 공개적으로 발표했다.
고대 메소포타미아인과 이후 그리스인들이 현대에 국제적으로 사용하고 있는 대부분의 북반구 별자리를 만들어냈고, 이를 고대 로마-이집트 천문학자인 프톨레마이오스가 목록화했다. 여기서 특별히 황도의 별자리를 따로 이름붙였는데 이를 황도대의 별자리라고 한다. 이후 탐험가들이 남반구의 별에 별자리를 긋기 시작하자 유럽의 천문학계는 남반구의 빈 곳에 새로운 별자리와 기존 별자리 사이의 공백을 메꾸는 별자리들을 제안하기 시작했다. 이 때 만들어진 별자리는 로마와 유럽의 영향으로 전부 라틴어 이름이 붙여졌다. 1922년에는 국제천문연맹이 88개 별자리에 아르고자리를 더한 총 89개 별자리에 3자리 로마자 약자를 공식적으로 채택했다. 이후 외젠 조제프 델포르트가 88개 별자리 각각에 대한 정확한 경계를 그려서 천구의 모든 지점이 하나의 별자리에 속하도록 배열했다.

## 역사
일부 별자리는 더 이상 국제천문연맹에서 정식 별자리로 인정하고 있지 않지만, 오래된 성도나 참고문헌에서는 기록되어 있을 수도 있다. 가장 유명한 과거의 별자리는 프톨레마이오스가 지정했던 초기 48개 별자리 중 하나였던 아르고자리이다. 1750년대 천문학자인 니콜라 루이 드 라카유가 아르고자리를 용골자리(카리나), 돛자리(벨라), 고물자리(푸피스) 셋으로 분할시켜 사라졌다.

## 현대 별자리
현대 88개 별자리에는 동물 42개, 무생물 29개, 인간 혹은 신화 속 인물 17개의 이름을 따서 붙여졌다.

### 약어
현대 별자리 각각에는 별자리 이름의 소유격에서 딴 3자리의 공식 약어가 있다. 하지만 Orion/Orionis(오리온자리), Ara/Arae(제단자리), Coma Berenices/Comae Berenices(머리털자리)처럼 소유격은 별자리의 이름과 거의 비슷하기 때문에 각각 Ori, Ara, Com처럼 별자리 로마자 이름의 첫 세글자만 따서 약어를 붙인다. 경우에 따라서는 약어에서 별자리의 이름에는 나오지 않는 소유격의 글자가 나오기도 한다. 예를 들어 Hydrus/Hydri(물뱀자리)는 Hydra(바다뱀자리)과 중복을 피하기 위해 약어가 Hyi이며, Sagitta/Sagittae(화살자리)는 Sagittarius(궁수자리, 약어 Sgr)와의 혼동을 피하기 위해 약어를 Sgi로 사용한다. 또한 일부 약어는 별자리를 명확하게 구분하기 위해 첫 세글자 이외 다른 글자를 사용하기도 한다. 이런 경우는 이름과 소유격의 처음 세글자가 서로 다른 경우가 많은데 예를 들어 Apus/Apodis(극락조자리)는 약어가 APS이며 Corona Australis(남쪽왕관자리)는 CrA, Corona Borealis(북쪽왕관자리)는 CrB, Corvus(까마귀자리)는 CrV를 사용한다. 두 단어로 이루어진 별자리에서 두 번째 단어의 글자를 약자로 가져올 땐 두 번째 단어의 첫 글자를 대문자로 가져온다. 예를 들어 Canis Major(큰개자리)는 CMa, Canis Minor(작은개자리)는 CMi라고 한다.
오늘날 사용되는 세 자리의 약어 외에도 1932년 IAU는 4자리의 약어도 같이 추가했었다. 이 4자리 약어는 1955년 폐지되어 현재는 사용되지 않지만, 1965년 발간된 NASA 항공우주용 기술용어사전(NASA SP-7)에 4자리 약어가 같이 들어갔다. 아래 표에는 4자리 약어가 "NASA" 열에 들어가 있으며 이 문서에서는 참고용으로만 추가되어 있다.

### 목록
아래는 국제천문연맹이 공인한 88개 별자리의 이름이다. 각 별자리의 로마자 이름/소유격의 발음은 아래 IPA로 같이 첨부했다.
| 별자리                                                                   | 약어 | 약어 | 소유격                                         | 별자리 기원                                                                      | 상징                                 | 가장 밝은 별        |
| 별자리                                                                   | IAU  | NASA | 소유격                                         | 별자리 기원                                                                      | 상징                                 | 가장 밝은 별        |
| ------------------------------------------------------------------------ | ---- | ---- | ---------------------------------------------- | -------------------------------------------------------------------------------- | ------------------------------------ | ------------------- |
| 안드로메다자리 Andromeda, /ænˈdrɒmɪdə/                                   | And  | Andr | Andromedae /ænˈdrɒmɪdiː/                       | 고대 (프톨레마이오스)                                                            | 안드로메다 (고대 그리스 신화의 인물) | 알페라츠            |
| 공기펌프자리 Antlia, /ˈæntliə/                                           | Ant  | Antl | Antliae /ˈæntliiː/                             | 1763년, 드 라카유                                                                | 에어펌프                             | 공기펌프자리 알파   |
| 극락조자리 Apus, /ˈeɪpəs/                                                | Aps  | Apus | Apodis /ˈæpoʊdɪs/                              | 1603년 《우라노메트리아》, 케이서르와 더하우트만이 제작                          | 극락조                               | 극락조자리 알파     |
| 물병자리 Aquarius, /əˈkwɛəriəs/                                          | Aqr  | Aqar | Aquarii /əˈkwɛəriaɪ/                           | 고대 (프톨레마이오스)                                                            | 물병                                 | 사달수드            |
| 독수리자리 Aquila, /ˈækwɪlə/                                             | Aql  | Aqil | Aquilae /ˈækwɪliː/                             | 고대 (프톨레마이오스)                                                            | 독수리                               | 알타이르            |
| 제단자리 Ara, /ˈɛərə/                                                    | Ara  | Arae | Arae /ˈɛəriː/                                  | 고대 (프톨레마이오스)                                                            | 제단                                 | 제단자리 베타       |
| 양자리 Aries, /ˈɛər(i)iːz/                                               | Ari  | Arie | Arietis /əˈraɪ.ɪtɪs/                           | 고대 (프톨레마이오스)                                                            | 양                                   | 하말                |
| 마차부자리 Auriga, /ɔːˈraɪɡə/                                            | Aur  | Auri | Aurigae /ɔːˈraɪdʒiː/                           | 고대 (프톨레마이오스)                                                            | 마차부                               | 카펠라              |
| 목동자리 Boötes, /boʊˈoʊtiːz/                                            | Boo  | Boot | Boötis /boʊˈoʊtɪs/                             | 고대 (프톨레마이오스)                                                            | 양치기                               | 아크투루스          |
| 조각칼자리 Caelum, /ˈsiːləm/                                             | Cae  | Cael | Caeli /ˈsiːlaɪ/                                | 1763년, 드 라카유                                                                | 끌 혹은 조각칼                       | 조각칼자리 알파     |
| 기린자리 Camelopardalis, /kəˌmɛloʊˈpɑːrdəlɪs/                            | Cam  | Caml | Camelopardalis /kəˌmɛloʊˈpɑːrdəlɪs/            | 1613년, 플란시우스                                                               | 기린                                 | 기린자리 베타       |
| 게자리 Cancer, /ˈkænsər/                                                 | Cnc  | Canc | Cancri /ˈkæŋkraɪ/                              | 고대 (프톨레마이오스)                                                            | 게                                   | 타르프              |
| 사냥개자리 Canes Venatici, /ˈkeɪniːz vɪˈnætɪsaɪ/                         | CVn  | CVen | Canum Venaticorum /ˈkeɪnəm vɪnætɪˈkɒrəm/       | 1690년, 《피르마멘툼 소비에스치아눔》, 헤벨리우스                                | 사냥개                               | 코르 카롤리         |
| 큰개자리 Canis Major, /ˈkeɪnɪs ˈmeɪdʒər/                                 | CMa  | CMaj | Canis Majoris /ˈkeɪnɪs məˈdʒɒrɪs/              | 고대 (프톨레마이오스)                                                            | 큰 개                                | 시리우스            |
| 작은개자리 Canis Minor, /ˈkeɪnɪs ˈmaɪnər/                                | CMi  | CMin | Canis Minoris /ˈkeɪnɪs mɪˈnɒrɪs/               | 고대 (프톨레마이오스)                                                            | 작은 개                              | 프로키온            |
| 염소자리 Capricornus, /ˌkæprɪˈkɔːrnəs/                                   | Cap  | Capr | Capricorni /ˌkæprɪˈkɔːrnaɪ/                    | 고대 (프톨레마이오스)                                                            | 바다염소                             | 염소자리 델타       |
| 용골자리 Carina, /kəˈraɪnə/                                              | Car  | Cari | Carinae /kəˈraɪniː/                            | 1763년, 드 라카유, 아르고자리에서 분리됨                                         | 용골                                 | 카노푸스            |
| 카시오페이아자리 Cassiopeia, /ˌkæsioʊˈpiːə/                              | Cas  | Cass | Cassiopeiae /ˌkæsioʊˈpiː/                      | 고대 (프톨레마이오스)                                                            | 카시오페이아 (신화 속 인물)          | 쉐다르              |
| 센타우루스자리 Centaurus, /sɛnˈtɔːrəs/                                   | Cen  | Cent | Centauri /sɛnˈtɔːraɪ/                          | 고대 (프톨레마이오스)                                                            | 켄타우로스                           | 리길 켄타우로스     |
| 세페우스자리 Cepheus, /ˈsiːfiəs/                                         | Cep  | Ceph | Cephei /ˈsiːfiaɪ/                              | 고대 (프톨레마이오스)                                                            | 케페우스 (신화 속 인물)              | 알데라민            |
| 고래자리 Cetus, /ˈsiːtəs/                                                | Cet  | Ceti | Ceti /ˈsiːtaɪ/                                 | 고대 (프톨레마이오스)                                                            | 바다괴물 (나중에 고래로 바뀜)        | 데네브 카이토스     |
| 카멜레온자리 Chamaeleon, /kəˈmiːliən/                                    | Cha  | Cham | Chamaeleontis /kəˌmiːliˈɒntɪs/                 | 1603년 《우라노메트리아》, 케이서르와 더하우트만이 제작                          | 카멜레온                             | 카멜레온자리 알파   |
| 컴퍼스자리 Circinus, /ˈsɜːrsɪnəs/                                        | Cir  | Circ | Circini /ˈsɜːrsɪnaɪ/                           | 1763년, 드 라카유                                                                | 컴퍼스                               | 컴퍼스자리 알파     |
| 비둘기자리 Columba, /koʊˈlʌmbə/                                          | Col  | Colm | Columbae /koʊˈlʌmbiː/                          | 1592년, 1613년, 플란시우스, 큰개자리에서 분리됨                                  | 비둘기                               | 비둘기자리 알파     |
| 머리털자리 Coma Berenices, /ˈkoʊmə bɛrəˈnaɪsiːz/                         | Com  | Coma | Comae Berenices /ˈkoʊmiː bɛrəˈnaɪsiːz/         | 1536년, 카스퍼 보펠, 사자자리에서 분리됨                                         | 베레니케 2세의 머리털                | 머리털자리 베타     |
| 남쪽왕관자리 Corona Australis, /koʊˈroʊnə ɔːˈstrælɪs, -ˈstreɪ-/          | CrA  | CorA | Coronae Australis /koʊˈroʊniː ɔːˈstrælɪs/      | 고대 (프톨레마이오스)                                                            | 남쪽의 왕관                          | 메리디아나          |
| 북쪽왕관자리 Corona Borealis, /koʊˈroʊnə ˌbɔːriˈælɪs, -ˈeɪlɪs/           | CrB  | CorB | Coronae Borealis /koʊˈroʊniː bɔːriˈælɪs/       | 고대 (프톨레마이오스)                                                            | 북쪽의 왕관                          | 알페카              |
| 까마귀자리 Corvus, /ˈkɔːrvəs/                                            | Crv  | Corv | Corvi /ˈkɔːrvaɪ/                               | 고대 (프톨레마이오스)                                                            | 까마귀                               | 기에나              |
| 컵자리 Crater, /ˈkreɪtər/                                                | Crt  | Crat | Crateris /krəˈtɪərɪs/                          | 고대 (프톨레마이오스)                                                            | 컵                                   | 컵자리 델타         |
| 남십자자리 Crux, /ˈkrʌks/                                                | Cru  | Cruc | Crucis /ˈkruːsɪs/                              | 1603년 《우라노메트리아》, 켄타우루스자리에서 분리됨                             | 남쪽의 십자                          | 아크룩스            |
| 백조자리 Cygnus, /ˈsɪɡnəs/                                               | Cyg  | Cygn | Cygni /ˈsɪɡnaɪ/                                | 고대 (프톨레마이오스)                                                            | 고니 혹은 북쪽의 십자                | 데네브              |
| 돌고래자리 Delphinus, /dɛlˈfaɪnəs/                                       | Del  | Dlph | Delphini /dɛlˈfaɪnaɪ/                          | 고대 (프톨레마이오스)                                                            | 돌고래                               | 로타네프            |
| 황새치자리 Dorado, /dəˈrɑːdoʊ/                                           | Dor  | Dora | Doradus /dəˈreɪdəs/                            | 1603년 《우라노메트리아》, 케이서르와 더하우트만이 제작                          | 만새기                               | 황새치자리 알파     |
| 용자리 Draco, /ˈdreɪkoʊ/                                                 | Dra  | Drac | Draconis /drəˈkoʊnɪs/                          | 고대 (프톨레마이오스)                                                            | 용                                   | 엘타닌              |
| 조랑말자리 Equuleus, /ɪˈkwuːliəs/                                        | Equ  | Equl | Equulei /ɪˈkwuːliaɪ/                           | 고대 (프톨레마이오스)                                                            | 조랑말                               | 키탈파              |
| 에리다누스자리 Eridanus, /ɪˈrɪdənəs/                                     | Eri  | Erid | Eridani /ɪˈrɪdənaɪ/                            | 고대 (프톨레마이오스)                                                            | 에리다노스강 (그리스 신화)           | 아케르나르          |
| 화로자리 Fornax, /ˈfɔːrnæks/                                             | For  | Forn | Fornacis /fɔːrˈneɪsɪs/                         | 1763년, 드 라카유                                                                | 화학로                               | 달림                |
| 쌍둥이자리 Gemini, /ˈdʒɛmɪnaɪ/                                           | Gem  | Gemi | Geminorum /ˌdʒɛmɪˈnɒrəm/                       | 고대 (프톨레마이오스)                                                            | 쌍둥이                               | 폴룩스              |
| 두루미자리 Grus, /ˈɡrʌs/                                                 | Gru  | Grus | Gruis /ˈɡruːɪs/                                | 1603년 《우라노메트리아》, 케이서르와 더하우트만이 제작                          | 두루미                               | 알나이르            |
| 허큘리스자리 Hercules, /ˈhɜːrkjʊliːz/                                    | Her  | Herc | Herculis /ˈhɜːrkjʊlɪs/                         | 고대 (프톨레마이오스)                                                            | 허큘리스 (신화 속 인물)              | 코르네포로스        |
| 시계자리 Horologium, /ˌhɒrəˈlɒdʒiəm, -ˈloʊ-/                             | Hor  | Horo | Horologii /ˌhɒrəˈloʊdʒiaɪ/                     | 1763년, 드 라카유                                                                | 진자시계                             | 시계자리 알파       |
| 바다뱀자리 Hydra, /ˈhaɪdrə/                                              | Hya  | Hyda | Hydrae /ˈhaɪdriː/                              | 고대 (프톨레마이오스)                                                            | 히드라 (신화 속의 괴물)              | 알파드              |
| 물뱀자리 Hydrus, /ˈhaɪdrəs/                                              | Hyi  | Hydi | Hydri /ˈhaɪdraɪ/                               | 1603년 《우라노메트리아》, 케이서르와 더하우트만이 제작                          | 작은 물뱀                            | 물뱀자리 베타       |
| 인디언자리 Indus, /ˈɪndəs/                                               | Ind  | Indi | Indi /ˈɪndaɪ/                                  | 1603년 《우라노메트리아》, 케이서르와 더하우트만이 제작                          | 인디언 (종류 불명확)                 | 인디언자리 알파     |
| 도마뱀자리 Lacerta, /ləˈsɜːrtə/                                          | Lac  | Lacr | Lacertae /ləˈsɜːrtiː/                          | 1690년, 《피르마멘툼 소비에스치아눔》, 헤벨리우스                                | 도마뱀                               | 도마뱀자리 알파     |
| 사자자리 Leo, /ˈliːoʊ/                                                   | Leo  | Leon | Leonis /liːˈoʊnɪs/                             | 고대 (프톨레마이오스)                                                            | 사자                                 | 레굴루스            |
| 작은사자자리 Leo Minor, /ˈliːoʊ ˈmaɪnər/                                 | LMi  | LMin | Leonis Minoris /liːˈoʊnɪs mɪˈnɒrɪs/            | 1690년, 《피르마멘툼 소비에스치아눔》, 헤벨리우스                                | 작은 사자                            | 프레시푸아          |
| 토끼자리 Lepus, /ˈliːpəs/                                                | Lep  | Leps | Leporis /ˈlɛpərɪs/                             | 고대 (프톨레마이오스)                                                            | 산토끼                               | 아르네브            |
| 천칭자리 Libra, /ˈlaɪbrə, ˈliː-/                                         | Lib  | Libr | Librae /ˈlaɪbriː/                              | 고대 (프톨레마이오스)                                                            | 저울                                 | 주벤에샤마리        |
| 이리자리 Lupus, /ˈljuːpəs/                                               | Lup  | Lupi | Lupi /ˈljuːpaɪ/                                | 고대 (프톨레마이오스)                                                            | 늑대                                 | 이리자리 알파       |
| 살쾡이자리 Lynx, /ˈlɪŋks/                                                | Lyn  | Lync | Lyncis /ˈlɪnsɪs/                               | 1690년, 《피르마멘툼 소비에스치아눔》, 헤벨리우스                                | 스라소니                             | 살쾡이자리 알파     |
| 거문고자리 Lyra, /ˈlaɪrə/                                                | Lyr  | Lyra | Lyrae /ˈlaɪriː/                                | 고대 (프톨레마이오스)                                                            | 리라 / 하프                          | 베가                |
| 테이블산자리 Mensa, /ˈmɛnsə/                                             | Men  | Mens | Mensae /ˈmɛnsiː/                               | 1763년, 드 라카유, Mons Mensæ라고 기록됨                                         | 테이블산 (남아프리카 공화국의 산)    | 테이블산자리 알파   |
| 현미경자리 Microscopium, /ˌmaɪkroʊˈskɒpiəm/                              | Mic  | Micr | Microscopii /ˌmaɪkroʊˈskɒpiaɪ/                 | 1763년, 드 라카유                                                                | 현미경                               | 현미경자리 감마     |
| 외뿔소자리 Monoceros, /məˈnɒsɪrəs/                                       | Mon  | Mono | Monocerotis /ˌmɒnəsɪˈroʊtɪs/                   | 1613년, 플란시우스                                                               | 유니콘                               | 외뿔소자리 베타     |
| 파리자리 Musca, /ˈmʌskə/                                                 | Mus  | Musc | Muscae /ˈmʌsiː/                                | 1603년 《우라노메트리아》, 케이서르와 더하우트만이 제작                          | 파리                                 | 파리자리 알파       |
| 직각자자리 Norma, /ˈnɔːrmə/                                              | Nor  | Norm | Normae /ˈnɔːrmiː/                              | 1763년, 드 라카유                                                                | 항해사의 수준기                      | 직각자자리 감마2    |
| 팔분의자리 Octans, /ˈɒktænz/                                             | Oct  | Octn | Octantis /ɒkˈtæntɪs/                           | 1763년, 드 라카유                                                                | 팔분의                               | 팔분의자리 뉴       |
| 땅꾼자리 Ophiuchus, /ˌɒfiˈjuːkəs/                                        | Oph  | Ophi | Ophiuchi /ˌɒfiˈjuːkaɪ/                         | 고대 (프톨레마이오스)                                                            | 뱀잡이                               | 라스 알하게         |
| 오리온자리 Orion, /oʊˈraɪən/                                             | Ori  | Orio | Orionis /oʊˈraɪənɪs, ˌɒriˈoʊnɪs/               | 고대 (프톨레마이오스)                                                            | 오리온 (신화 속 인물)                | 리겔                |
| 공작자리 Pavo, /ˈpeɪvoʊ/                                                 | Pav  | Pavo | Pavonis /pəˈvoʊnɪs/                            | 1603년 《우라노메트리아》, 케이서르와 더하우트만이 제작                          | 공작                                 | 피콕                |
| 페가수스자리 Pegasus, /ˈpɛɡəsəs/                                         | Peg  | Pegs | Pegasi /ˈpɛɡəsaɪ/                              | 고대 (프톨레마이오스)                                                            | 페가수스 (신화 속 생물)              | 에니프              |
| 페르세우스자리 Perseus, /ˈpɜːrsiəs/                                      | Per  | Pers | Persei /ˈpɜːrsiaɪ/                             | 고대 (프톨레마이오스)                                                            | 페르세우스 (신화 속 인물)            | 미르파크            |
| 봉황자리 Phoenix, /ˈfiːnɪks/                                             | Phe  | Phoe | Phoenicis /fɪˈnaɪsɪs/                          | 1603년 《우라노메트리아》, 케이서르와 더하우트만이 제작                          | 불사조                               | 안카                |
| 화가자리 Pictor, /ˈpɪktər/                                               | Pic  | Pict | Pictoris /pɪkˈtɔːrɪs/                          | 1763년, 드 라카유, Equuleus Pictoris로 표기                                      | 이젤                                 | 화가자리 알파       |
| 물고기자리 Pisces, /ˈpaɪsiːz, ˈpɪ-/                                      | Psc  | Pisc | Piscium /ˈpɪʃiəm/                              | 고대 (프톨레마이오스)                                                            | 물고리                               | 알페르그            |
| 남쪽물고기자리 Piscis Austrinus /ˈpaɪsɪs ɔːˈstraɪnəs/                    | PsA  | PscA | Piscis Austrini /ˈpaɪsɪs ɔːˈstraɪnaɪ/          | 고대 (프톨레마이오스)                                                            | 남쪽의 물고기                        | 포말하우트          |
| 고물자리 Puppis, /ˈpʌpɪs/                                                | Pup  | Pupp | Puppis /ˈpʌpɪs/                                | 1763년, 드 라카유, 아르고자리에서 분리됨                                         | 고물갑판                             | 나오스              |
| 나침반자리 Pyxis, /ˈpɪksɪs/                                              | Pyx  | Pyxi | Pyxidis /ˈpɪksɪdɪs/                            | 1763년, 드 라카유                                                                | 나침반                               | 나침반자리 알파     |
| 그물자리 Reticulum, /rɪˈtɪkjʊləm/                                        | Ret  | Reti | Reticuli /rɪˈtɪkjʊlaɪ/                         | 1763년, 드 라카유                                                                | 화면 십자선                          | 그물자리 알파       |
| 화살자리 Sagitta, /səˈdʒɪtə/                                             | Sge  | Sgte | Sagittae /səˈdʒɪtiː/                           | 고대 (프톨레마이오스)                                                            | 화살                                 | 화살자리 감마       |
| 궁수자리 Sagittarius, /sædʒɪˈtɛəriəs/                                    | Sgr  | Sgtr | Sagittarii /ˌsædʒəˈtɛəriaɪ/                    | 고대 (프톨레마이오스)                                                            | 궁수                                 | 카우스 오스트랄리스 |
| 전갈자리 Scorpius, /ˈskɔːrpiəs/                                          | Sco  | Scor | Scorpii /ˈskɔːrpiaɪ/                           | 고대 (프톨레마이오스)                                                            | 전갈                                 | 안타레스            |
| 조각가자리 Sculptor, /ˈskʌlptər/                                         | Scl  | Scul | Sculptoris /skəlpˈtɒrɪs/                       | 1763년, 드 라카유                                                                | 조각실                               | 조각가자리 알파     |
| 방패자리 Scutum, /ˈskjuːtəm/                                             | Sct  | Scut | Scuti /ˈskjuːtaɪ/                              | 1690년, 《피르마멘툼 소비에스치아눔》, 헤벨리우스                                | 얀 3세 소비에스키의 방패             | 방패자리 알파       |
| 뱀자리 /ˈsɜːrpɛnz/                                                       | Ser  | Serp | Serpentis /sərˈpɛntɪs/                         | 고대 (프톨레마이오스)                                                            | 뱀                                   | 우누칼하이          |
| 육분의자리 Sextans, /ˈsɛkstənz/                                          | Sex  | Sext | Sextantis /sɛksˈtæntɪs/                        | 1690년, 《피르마멘툼 소비에스치아눔》, 헤벨리우스                                | 육분의                               | 육분의자리 알파     |
| 황소자리 Taurus, /ˈtɔːrəs/                                               | Tau  | Taur | Tauri /ˈtɔːraɪ/                                | 고대 (프톨레마이오스)                                                            | 황소                                 | 알데바란            |
| 망원경자리 Telescopium, /ˌtɛlɪˈskɒpiəm/                                  | Tel  | Tele | Telescopii /ˌtɛlɪˈskɒpiaɪ/                     | 1763년, 드 라카유                                                                | 망원경                               | 망원경자리 알파     |
| 삼각형자리 Triangulum /traɪˈæŋɡjʊləm/                                    | Tri  | Tria | Trianguli /traɪˈæŋɡjʊlaɪ/                      | 고대 (프톨레마이오스)                                                            | 삼각형                               | 삼각형자리 베타     |
| 남쪽삼각형자리 Triangulum Australe, /traɪˈæŋɡjʊləm ɔːˈstræliː, -ˈstreɪ-/ | TrA  | TrAu | Trianguli Australis /traɪˈæŋɡjʊlaɪ ɔːˈstrælɪs/ | 1603년 《우라노메트리아》, 케이서르와 더하우트만이 제작                          | 남쪽의 삼각형                        | 아트리아            |
| 큰부리새자리 Tucana, /tjuːˈkeɪnə/                                        | Tuc  | Tucn | Tucanae /tjuːˈkeɪniː/                          | 1603년 《우라노메트리아》, 케이서르와 더하우트만이 제작                          | 큰부리새                             | 큰부리새자리 알파   |
| 큰곰자리 Ursa Major, /ˌɜːrsə ˈmeɪdʒər/                                   | UMa  | UMaj | Ursae Majoris /ˌɜːrsiː məˈdʒɒrɪs/              | 고대 (프톨레마이오스)                                                            | 큰 곰                                | 알리오스            |
| 작은곰자리 Ursa Minor, /ˌɜːrsə ˈmaɪnər/                                  | UMi  | UMin | Ursae Minoris /ˌɜːrsiː mɪˈnɒrɪs/               | 고대 (프톨레마이오스)                                                            | 작은 곰                              | 폴라리스            |
| 돛자리 Vela, /ˈviːlə/                                                    | Vel  | Velr | Velorum /vɪˈlɔːrəm/                            | 1763년, 드 라카유, 아르고자리에서 분리됨                                         | 돛                                   | 돛자리 감마2        |
| 처녀자리 Virgo, /ˈvɜːrɡoʊ/                                               | Vir  | Virg | Virginis /ˈvɜːrdʒɪnɪs/                         | 고대 (프톨레마이오스)                                                            | 처녀성 혹은 처녀                     | 스피카              |
| 날치자리 Volans, /ˈvoʊlænz/                                              | Vol  | Voln | Volantis /voʊˈlæntɪs/                          | 1603년 《우라노메트리아》, 케이서르와 더하우트만이 제작, Piscis Volans라고 표기  | 날치                                 | 날치자리 베타       |
| 여우자리 Vulpecula, /vʌlˈpɛkjʊlə/                                        | Vul  | Vulp | Vulpeculae /vʌlˈpɛkjʊliː/                      | 1690년, 《피르마멘툼 소비에스치아눔》, 헤벨리우스, Vulpecula cum Ansere라고 표기 | 여우                                 | 안세르              |

## 성군
별자리 외에도 비공식적으로 별을 그은 여러 유사 별자리도 존재한다. 이를 "성군"이라고 부른다. 이 예시로 북두칠성/쟁기자리와 북십자성이 있다. 또한 머리털자리, 뱀자리, 아르고자리와 같이 고대부터 내려온 성군의 경우에는 별자리로 정식 등록되어 있는 경우도 있다.

## 같이 보기
- 천체의 목록
- 넓이 순 별자리 목록
- 성경의 천문학
- 별자리에 따라 분류한 항성 목록
- 별자리족
- 은하 사분면